# Edolo
Edolo är en ort och kommun i provinsen Brescia i regionen Lombardiet i Italien. Kommunen hade 4 525 invånare (2018).